# Austin Trevor
Pour les articles homonymes, voir Trevor.
Austin Trevor, né le 7 octobre 1897 à Belfast (Irlande du Nord) et mort le 22 janvier 1978 à Bury St Edmunds (Angleterre), est un acteur britannique.
Il est le premier acteur à avoir incarné le célèbre détective belge Hercule Poirot à l'écran.

## Biographie
Austin Trevor nait à Belfast en Irlande du Nord mais suit une éducation en Suisse. Après avoir combattu durant la Première Guerre mondiale, il monte sur scène aux États-Unis.
Austin Trevor est le premier à incarner à l'écran le célèbre détective belge Hercule Poirot d'Agatha Christie dans trois films britanniques des années 30 : Alibi (1931), Black Coffee (1931) et Lord Edgware Dies (1934). Selon lui, il aurait été choisi par les producteurs uniquement pour sa capacité de parler anglais avec un fort accent français.

## Filmographie

### Cinéma
- 1930 : At the Villa Rose de Leslie S. Hiscott : Hanaud
- 1931 : Alibi de Leslie S. Hiscott : Hercule Poirot
- 1931 : Night in Montmartre de Leslie S. Hiscott : Paul deLisle
- 1931 : Black Coffee de Leslie S. Hiscott : Hercule Poirot
- 1932 : A Safe Proposition de Leslie S. Hiscott : Comte Tonelli
- 1933 : On Secret Service (en) de Arthur B. Woods : Capitaine Larco
- 1934 : Lord Edgware Dies de Henry Edwards : Hercule Poirot
- 1934 : Death at Broadcasting House de Reginald Denham : Leopold Dryden
- 1935 : Inside the Room de Leslie S. Hiscott : Pierre Santos
- 1935 : Le Drame du terminus (The Silent Passenger) de Reginald Denham : Inspecteur Charles Parker
- 1935 : Royal Cavalcade :
- 1936 : Le Vagabond bien-aimé (The Beloved Vagabond) de Curtis Bernhardt : Comte de Verneuil
- 1936 : La Vie parisienne (Parisian Life) de Robert Siodmak : Don Joao
- 1936 : Rembrandt d'Alexander Korda : Marquis de Grand-Cœur
- 1936 : Comme il vous plaira (As You Like it) de Paul Czinner : Le Beau
- 1936 : Agent secret (Sabotage) d'Alfred Hitchcock : Vladimir, caissier de l'aquarium (non crédité)
- 1937 : Le Mystère de la Section 8 (Dark Journey) de Victor Saville : Dr Muller
- 1937 : Le Chevalier sans armure (Knight Without Armour) de Jacques Feyder : Colonel Adraxine
- 1939 : Au revoir Mr. Chips (Goodbye, Mr. Chips) de Sam Wood : Ralston
- 1939 : Le lion a des ailes (The Lion Has Wings) d'Adrian Brunel, Brian Desmond Hurst, Michael Powell et Alexander Korda (non crédité) : Schulemburg
- 1940 : Under Your Hat de Maurice Elvey : Boris Vladimir
- 1940 : Law and Disorder de David MacDonald : Heinrichs
- 1940 : Train de nuit pour Munich (Night Train to Munich) de Carol Reed : Capitaine Prada
- 1941 : The Seventh Survivor de Leslie S. Hiscott : Capitaine Hartzmann
- 1942 : The Young Mr. Pitt de Carol Reed : Greffier français (non crédité)
- 1943 : The New Lot de Carol Reed : Soldat parlant au Caporal
- 1944 : Le Paradis est à nous (Heaven Is Round the Corner) de Maclean Rogers : John Cardew
- 1944 : Champagne Charlie d'Alberto Cavalcanti : Le Duc
- 1946 : Lisbon Story de Paul L. Stein : Major Lutzen
- 1948 : Anna Karénine (Anna Karenina) de Julien Duvivier : Colonel Vronsky
- 1948 : Les Chaussons rouges (The Red Shoes) de Michael Powell et Emeric Pressburger : Professeur Palmer
- 1950 : Si Paris l'avait su (So Long at the Fair) d'Antony Darnborough et Terence Fisher : Commissaire de police
- 1954 : Détective du bon Dieu (Father Brown) de Robert Hamer : Herald
- 1955 : Deux Anglais à Paris (To Paris with Love) de Robert Hamer : Leon de Colville
- 1956 : Tons of Trouble de Leslie S. Hiscott : Sir Hervey Shaw
- 1957 : Pour que les autres vivent (Seven Waves Away) de Richard Sale : Edward Wilton
- 1957 : La Vérité presque nue (The Naked Truth) de Mario Zampi : Ministre victime d'une crise cardiaque (non crédité)
- 1958 : Le Prisonnier du Temple (Dangerous Exile) de Brian Desmond Hurst : M. Petitval
- 1959 : Carlton-Browne of the F.O. de Roy Boulting et Jeffrey Dell : Secrétaire général
- 1959 : Crimes au musée des horreurs (Horrors of the Black Museum) d'Arthur Crabtree : Commissaire Wayne
- 1961 : Le Jour où la Terre prit feu (The Day the Earth Caught Fire) de Val Guest : Sir John Kelly
- 1961 : Konga de John Lemont (en) : Dean Foster
- 1965 : ABC contre Hercule Poirot (The Alphabet Murders) de Frank Tashlin : Judson